# Bulbostylis tenella
Bulbostylis tenella là một loài thực vật có hoa trong họ Cói. Loài này được (Link) C.B.Clarke mô tả khoa học đầu tiên năm 1908.